# Тажи, Айгерим
Айгери́м Тажи́ (род. 15 ноября 1981, Актобе) — современный казахстанский поэт, автор книги стихотворений «БОГ-О-СЛОВ» (2004, издательство «Мусагет», Алма-Ата), поэтической книги-билингвы «Бумажная кожа/Paper-Thin Skin» (2019, издательство «Zephyr Press», США), публикаций в литературных журналах Европы, Азии и Америки. Живёт в Алма-Ате.

## Биография
Айгерим Тажи родилась в Актобе. «Человек года-2006» в Актюбинской области. В настоящее время живёт и работает в Алма-Ате.
Стихи публиковались в ведущих литературных журналах и антологиях Европы, Азии и Америки. Переводились и публиковались в переводе на английский, французский, польский, нидерландский, немецкий, армянский, узбекский, казахский, азербайджанский и другие языки.
Выпускница литературного мастер-класса Общественного Фонда «Мусагет» (Алма-Ата, 2002).
Финалист Международной литературной премии Дебют в номинации «Поэзия» (Москва, 2011).
 Лауреат литературного конкурса «Ступени» (Москва, 2003). Лауреат и обладательница именной премии Международного фестиваля творческой молодежи «Шабыт» (Астана). Финалист Международного литературного Волошинского конкурса (2019). В 2019 году вошла в Премиальный лист Международной премии «Поэзия» (Москва).
Участница 51-го Международного поэтического фестиваля в Роттердаме (Нидерланды, 2022) и других международных фестивалей, XXII Московской международной книжной ярмарки, международных Форумов писателей. Инициатор литературно-художественной выставки-перфоманса «Наглядная поэзия» (Алма-Ата, «Тенгри-Умай», 2009).
Почетный участник Международной писательской программы IWP (International Writing Program) в Айова-Сити (США) 2023 года.
Рукопись сборника стихотворений Тажи была удостоена гранта Национального Фонда Искусств США (NEA) в 2016 году.

## Творчество
Автор книги стихотворений «БОГ-О-СЛОВ», вышедшей в Алма-Ате в издательстве при ОФ «Мусагет» в 2004 году, и поэтической книги-билингвы «Бумажная кожа/Paper-Thin Skin» (2019, издательство «Zephyr Press», США, оригинал и перевод на английский).
Является автором литературных журналов «Знамя», «Дружба народов», «Новый мир», «Новая Юность», «Prosōdia», «Gvideon», «Москва», «Воздух», «Урал», «Ликбез», «РЕЦ», «Полутона», «Аполлинарий», «Amanat» и др.
Публиковалась в американских и европейских литературных изданиях «The Kenyon Review», «Salamander», «Massachusetts Review», «Colorado Review», «Atlanta Review», «Two Lines», «Chtenia/Readings», «Words without borders», «Fulcrum: an anthology of poetry and aesthetics», «St.Petersburg Review», «Stand», «The Common», «Cyphers» и других.
Стихи Айгерим Тажи также выходили в литературных альманахах «Братская колыбель» (Москва, 2004), «Новые имена в поэзии» (Москва, 2011), «Новые писатели» (2011 и 2012, Москва), «Буквы на камнях: Современная русская и армянская поэзия (билингва)» (Москва, «Художественная литература», 2013), «Магия твёрдых форм и свободы» (Алматы, 2004), «50 писателей» (Москва, «Российский писатель», 2008), в поэтических антологиях «Лучшие стихи 2010» (Москва, ОГИ, 2012), «Лучшие стихи 2011» (Москва, ОГИ, 2013), «Новая Юность: Избранное» (Москва, 2009), в Каталогах лучших произведений молодых писателей (2011 и 2012, Москва), «Весенняя двадцатка (лучшие стихотворения ликбезовских авторов)» (Санкт-Петербург, «Ликбез», 2013), «Осенняя двадцатка (лучшие стихотворения ликбезовских авторов)» (Санкт-Петербург, «Ликбез», 2013) и других.
Стихи переводились на английский, французский, польский, нидерландский, немецкий, арабский, армянский, узбекский, казахский, азербайджанский и другие языки..

## Награды
- Шорт-лист Международного литературного Волошинского конкурса (2019).[13]
- Грант Национального Фонда Искусств США (NEA) на перевод рукописи книги А.Тажи на английский язык (США, 2016).[9]
- Финалист Международной литературной премии Дебют в номинации «Поэзия» (Москва, 2011).[5][6]
- Почетный дипломант Международного конкурса художественной литературы им. А. Н. Толстого (Москва, 2007).
- Лауреат международного литературного конкурса «Ступени» (Москва, 2003).
- Лонг-лист международной литературной премии «Дебют» в номинации «Поэзия» (Москва, 2003).[6]
- Лауреат и обладательница именной премии Международного фестиваля творческой молодежи «Шабыт» (Астана).

## Отзывы
Поэтическое мышление Айгерим Тажи лаконично, но в немногие строки то рифмованного стиха, то верлибра она умудряется вместить немалый мир. Обозначившись поначалу остро подмеченной вещной деталью, зарисовкой, жестом, этот мир на глазах оборачивается к читателю своей психологической и даже метафизической сутью. — поэт, редактор журнала "Арион" Алексей Алёхин

Стихи Айгерим Тажи воздушны и свободны в своём дыхании <…> Разговор, мольба, размышление + точка опоры – иногда рифма, иногда созвучие. Но крепче и надежней – ритм. В её стихах много пространства во всех подробностях времени, места и события, о которых рассказано просто и доверительно без натужного пафоса и многозначительных намеков. — поэт, зав.отделом поэзии журнала "Дружба народов" Галина Климова

Поэзия Тажи - это музыка, которая исследует наши общие границы, как пространство возможностей, для вероятности создания «придуманного мира», что «впитывает музыку извне, / и внутренней стране / не уберечь границ»... — Alison Mandaville, World Literature Today
 

Для поэта Айгерим Тажи существующих слов уже не хватает, и она становится творцом нового, своего слова. Не зря её книга стихов называется “Бог-о-слов”, в этом можно увидеть и словарь, которым пользуется Бог, и высказывания Бога о слове, и слово-молитву, обращенную к миру.  — поэт, литературный критик Галина Ермошина

Хотя некоторые из образов в стихотворениях Тажи узнаваемо среднеазиатские, её стиль и восприятие совершенно иные. Стихи автора живут в настоящем моменте осознания, погружая в глубины непосредственных ощущений, а не пытаясь привести  к нарративу или резонировать с историческим контекстом. <...> В невероятно ясных стихах Тажи читателю предлагается заново взглянуть на мир вокруг себя - мир, где искусственные границы и национальные государства не имеют особого значения... — Timothy Walsh, Rain Taxi Review
 

Книга Айгерим Тажи «Бумажная кожа/Paper-Thin Skin» – произведение потрясающей оригинальности”. — Elmira Elvazova, Massachusetts Review
 

## Книги
- БОГ-О-СЛОВ. — Алма-Ата: Мусагет, 2004. — 100 с.
- Бумажная кожа/Paper-Thin Skin. — США: ZEPHYR PRESS, 2019 (Книга-билингва на русском и в переводе на английский язык). — 148 c. — (Книга — лауреат специального двойного гранта Национального фонда искусств США (NEA) и премии Käpylä Translation Prize UCONN).

## Публикации
- «Внутреннее оперенье» // «Новая Юность», Москва, 2009, № 4.
- «По подобию птицы» // «Дружба народов», Москва, 2010, № 7.
- «По вечной канве» // «Дружба народов», Москва, 2011, № 9.
- «From resurrection to sunday» (в пер. на англ.) // «Words without borders», New York, September 2012.
- «Берег уводит к солнцу» // «Polutona», январь 2012.
- «КАРТЫ МЕРКАТОРА: Айгерим Тажи» // «Gvideon», Москва, 2012, № 3.
- «неспящий в тибете» // «Знамя», Москва, 2013, № 5.
- «Two poems», (в пер. на англ.) // «Readings/Chtenia», Vermont, Summer 2013.
- «Берег уводит к солнцу» // «Ликбез», Санкт-Петербург, июнь 2014, № 25.
- «Новое море» // «Literratura», Москва, декабрь 2014.
- «On the road» (в пер. на англ.) // «St.Petersburg Review», Concord, USA, 2014, Issue 7.
- «Hands reach out…» // «Cyphers», Dublin, Ireland, 2014.
- «Heavier than age» (в пер. на англ.) // «Salamander», Boston, USA, Fall-Winter 2014—2015, № 39.
- «Music in the heart gnawing» (в пер. на англ.) // «Atlanta Review», Atlanta, USA, October 2015, Volume XXI, Issue Number 2.
- «Untitled» (в пер. на англ.) // «Massachusetts Review», Amherst (Massachusetts), USA, Fall 2015.
- «Кадры из темноты» // «Новый мир», Москва, 2015, № 12.
- «Don’t take a last breath…» (в пер.на англ.) // «Two Lines», San Francisco, USA, Spring 2016, Issue 24.
- «Туземцы прячут в корзинах…» // «Prosodia», Ростов-на-Дону, 2016, № 4.
- «На пути к горнилу» // «Дружба народов», Москва, 2016, № 6.
- «Ещё один круг под корой» // «Дружба народов», Москва, 2019, № 10.
- «Подуть на воду» // «Новый мир», Москва, 2019, № 10.
- «Синий виноград» // «Дружба народов», Москва, 2021, № 5.
- «Обманчиво светло» // «Новый мир», Москва, 2021, № 5.

## Пресса
- Лекарство от современного мира, интервью журналу Forbes (май 2014)
- О поэтике Айгерим Тажи, Литературный портал (2017)
- Ертең не күтіп тұрғаны өзіме де қызық, Интервью Айгерим Тажи «Egemen Qazaqstan» (каз.)(2019)
- Телепередача «Литературный клуб», тема выпуска — творчество поэта Айгерим Тажи (недоступная ссылка), телеканал «Білім және Мәдениет» (июнь 2014)
- Казахстанка вошла в список лучших русскоязычных поэтов мира, новостной портал Tengrinews (ноябрь 2011)
- Стихи казахстанской поэтессы будут опубликованы в США и Ирландии, Служба новостей «Artparovoz» (февраль 2014)

## Рецензии и отзывы
- Белая птица, крикни. Айгерим Тажи. Бумажная кожа/Paper-Thin Skin. , Анна Грувер, «Знамя» (Москва, 2020, № 6)
- Книжная полка. Айгерим Тажи. БОГ-О-СЛОВ, Оксана Трутнева, «Новый мир» (Москва, 2015, № 12)
- «Лирические лепес-токи (критическая статья о книге Айгерим Тажи „БОГ-О-СЛОВ“)», Виктор Бадиков, «Книголюб» (Алма-Ата, 2006, № 11)
- Предисловие к публикации в антологии «Новые имена в поэзии», Галина Климова (Москва, 2011)
- «Мусагет» Галина Ермошина, «Знамя» (Москва, 2007, № 1)
- «Серебряный век казахстанской литературы»  Елена Зиновьева, «Нева» (Санкт-Петербург, 2004, № 11)
- Предисловие к публикации в «Каталоге лучших произведений молодых писателей», Алексей Алехин (Москва, 2013)